# Bradley Township (Illinois)
Die Bradley Township ist eine von 16 Townships im Jackson County im Südwesten des US-amerikanischen Bundesstaates Illinois. Im Jahr 2010 hatte die Bradley Township 1951 Einwohner.

## Geografie
Die Bradley Township liegt rund 5 km östlich des Mississippi, der die Grenze zu Missouri bildet. Die Mündung des Ohio an der Schnittstelle der Bundesstaaten Illinois, Missouri und Kentucky befindet sich rund 135 km südlich.
Die Bradley Township liegt auf 37°54′39″ nördlicher Breite und 89°32′39″ westlicher Länge und erstreckt sich über 116,65 km². 
Die Bradley Township liegt im Nordwesten des Jackson County und grenzt im Nordwesten an das Randolph sowie im Norden an das Perry County. Innerhalb des Jackson County grenzt die Bradley Township im Osten an die Ora Township, im Südosten an die Levan Township, im Süden an die Kinkaid Township sowie im Südwesten an die Degognia Township.

## Verkehr
Die Illinois State Route 4 führt von Nordwesten nach Südosten durch das Gebiet der Bradley Township. Alle weiteren Straßen sind County Roads oder weiter untergeordnete und zum Teil unbefestigte Fahrwege.
Mit dem Southern Illinois Airport befindet sich rund 45 km südöstlich ein Regionalflughafen. Der nächstgelegene größere Flughafen ist der Lambert-Saint Louis International Airport (rund 150 km nordwestlich).

## Demografische Daten
Nach der Volkszählung im Jahr 2010 lebten in der Bradley Township 1951 Menschen in 744 Haushalten. Die Bevölkerungsdichte betrug 16,7 Einwohner pro Quadratkilometer. In den 744 Haushalten lebten statistisch je 2,62 Personen. 
Ethnisch betrachtet setzte sich die Bevölkerung zusammen aus 98,8 Prozent Weißen, 0,2 Prozent (drei Personen) amerikanischen Ureinwohnern, 0,2 Prozent Asiaten sowie 0,5 Prozent aus anderen ethnischen Gruppen; 0,4 Prozent stammten von zwei oder mehr Ethnien ab. Unabhängig von der ethnischen Zugehörigkeit waren 1,3 Prozent der Bevölkerung spanischer oder lateinamerikanischer Abstammung. 
27,3 Prozent der Bevölkerung waren unter 18 Jahre alt, 58,6 Prozent waren zwischen 18 und 64 und 14,1 Prozent waren 65 Jahre oder älter. 50,5 Prozent der Bevölkerung war weiblich.
Das mittlere jährliche Einkommen eines Haushalts lag bei 45.737 USD. Das Pro-Kopf-Einkommen betrug 20.045 USD. 13,6 Prozent der Einwohner lebten unterhalb der Armutsgrenze.

## Ortschaften
Neben Streubesiedlung existieren in der Bradley Township zwei Siedlungen:
- Ava (City)
- Campbell Hill (Village)